# Longchamp-sur-Aujon
Longchamp-sur-Aujon (Longchamp-lès-Clervaux) è un comune francese di 428 abitanti situato nel dipartimento dell'Aube nella regione del Grand Est.

## Società

### Evoluzione demografica
Abitanti censiti